# 序破急
序破急 是一種應用於多種日本傳統藝術中的節奏與動態概念。大致可譯為「起始、破題、急轉」，其核心思想是所有動作或表現應緩慢開始、逐漸加速、最終迅速收尾。此概念體現於日本茶道、武術（劍術、居合道、劍道、空手道）、傳統戲劇的敍事結構，以及連歌（連句）等協作詩歌形式中。
該理念源自雅樂宮廷音樂，最初用於區分與描述樂曲段落。後雖被多種領域吸收，但最著名的闡釋者當屬能劇大師世阿彌，他將其視為萬物運動規律的通用準則。

## 戲劇應用
「序破急」在戲劇中的運用最為多層次且廣泛。根據世阿彌的理論，日本傳統戲劇（能劇、歌舞伎、淨瑠璃）皆遵循此結構——從整日演出的劇目編排、單齣戲的幕間節奏，乃至演員的細微動作皆然。
世阿彌在著作《三道》中提出，理想的能劇結構應為五段式：首段（序）緩和而莊嚴；第二至四段（破）逐步提升戲劇張力，其中第三段達至高潮；第五段（急）則迅速回歸平靜收尾。
此結構後被淨瑠璃與歌舞伎沿用，劇作常分為五幕。竹本義太夫首創五幕對應理論，並與能劇全日演出的五類劇目相呼應：
首幕「戀」以柔和主題與愉悅音樂吸引觀眾；第二幕「修羅」（武士征戰）強化節奏與劇情張力；第三幕為全劇悲情高潮；第四幕「道行」以歌舞緩和戲劇衝擊；末幕則快速收束劇情，回歸吉祥場景。

## 詩歌應用
1356年，二條良基於《菟玖波集》中確立連歌、俳諧與能劇的「序破急」結構規範。

## 相關概念
- 敍事結構
- 起承轉合（對照四段式結構）
- 守破離
- 三幕式結構
- 四格漫畫